# Aleksi Hämäläinen
Aleksi Hämäläinen (ur. 30 listopada 1995 w Suonenjoki) – fiński hokeista.
Hokeistami zostali także jego brat Aatu (ur. 1987) oraz kuzyni Iiro Pakarinen i Tatu Kokkola.

## Kariera
- Warkis/PiPS U16 (2010-2011)
- KalPa U17 (2011-2012)
- KalPa U18 (2012-2013)
- KalPa U20 (2013-2016)
- KalPa (2015-2016)
- IPK (2016-2021)
- Ciarko STS Sanok (2021-2022)
- EK Zell am See (2022-2023)
- Les Jokers de Cergy-Pontoise (2023-)

Wychowanek klubu SuKiKa. Grał w jego drużynach juniorskich klubu Kalevan Pallo. Występował w zespole w rozgrywkach Liiga. W maju 2016 przeszedł do IPK w lidze Mestis. Był zawodnikiem tego klubu do 2020. W czerwcu 2021 został zaangażowany przez STS Sanok w rozgrywkach Polskiej Hokej Ligi. Od czerwca 2022 do marca 2023 reprezentował austriacki klub EK Zell am See. Od sezonu 2023/2024 zawodnik francuskiej drużyny Les Jokers de Cergy-Pontoise.

## Sukcesy
Klubowe
- Brązowy medal U20 SM-liiga: 2016 z KalPa U20
- Brązowy medal Mestis: 2021 z IPK